# 無棘圓魨
無棘圓魨為輻鰭魚綱魨形目四齒魨亞目四齒魨科的其中一種，為亞熱帶海水魚，分布於東太平洋加利福尼亞灣海域，棲息深度5-20公尺，體長可達35.2公分，成魚棲息在沿海沙泥底質底層水域，稚魚則生活在礫石底質水域，生活習性不明。

## 扩展阅读
維基物種上的相關：無棘圓魨